# Шидловська
Шидло́вська (також Шидлі́вська) — проміжна залізнична станція Лиманської дирекції Донецької залізниці.
Розташована на сході смт. Черкаське, Краматорський район, Донецької області на лінії Лозова — Слов'янськ між станціями Бантишеве (10 км) та Слов'янськ (12 км).
На станції зупиняються тільки приміські електропоїзди.